# Montfuron
Montfuron är en kommun i departementet Alpes-de-Haute-Provence i regionen Provence-Alpes-Côte d'Azur i sydöstra Frankrike. Kommunen ligger  i kantonen Manosque-Sud-Ouest som ligger i arrondissementet Forcalquier. År 2022 hade Montfuron 220 invånare.

## Befolkningsutveckling
Antalet invånare i kommunen Montfuron
Referens: INSEE